# Zeezicht (boek)
Zeezicht is een Nederlandstalig kinderboek, geschreven door Simone Schell, met illustraties van Annelies Schoth. Het werd uitgegeven in 1979 door uitgeverij Van Goor (Amsterdam) en een aantal keer herdrukt (7e druk: 2001). De doelgroep is 12+.

## Vertalingen en prijzen
Het boek werd vertaald in het Deens en Duits.
In 1980 werd het boek bekroond met de Gouden Griffel. Al eerder won Schell deze prijs voor haar boek De nacht van de heksenketelkandij (in 1975).

## Inhoud
Zeezicht is een pension in de duinen. Het verhaal speelt zich af in 1955, tien jaar na het einde van de Tweede Wereldoorlog.
Lousa is dertien jaar en woont in Zeezicht met haar moeder en broertje. Haar vader is overleden. Haar moeder maakt zich zorgen over de toekomst van het vervallen pension. Het dreigt te worden afgebroken, om plaats te maken voor een boulevard. Als haar inwonende grootmoeder overlijdt, lijkt dat voor Lousa het begin te zijn van een afscheid van haar jeugd.

## Boekbesprekingen
Na verschijning en na de toekenning van de Gouden Griffel, verschenen er in verschillende kranten besprekingen van het boek.
- "In haar onzekerheid en eenzaamheid, die de puberteit nu eenmaal meebrengt, probeert ze zo nu en dan wanhopig kind te blijven. (...) Simone Schell beschrijft de emoties en gebeurtenissen van en rond Lousa heel ongedwongen, en het is heel makkelijk je in haar gedachtewereld in te leven". (Thea Detiger, De Telegraaf, 1979).[1]
- "De gevoelens, vooral die van Lousa, komen ruimschoots aan bod, maar de structuur van het verhaal blijft wat wazig. (...) Er wordt van allerlei heel kunstig met elkaar verweven: een vleugje onvolledig gezin, een ietsje-pietsje ouderdom en dood, een snufje oorlog, ook wat nostalgie en vooral veel puberteit". (Mischa de Vreede, NRC Handelsblad, 1980).[2]
- "In een terugblik beschrijft Lousa haar ervaringen in die ene stormachtige zomer, waarin niets meer lijkt te zijn zoals vroeger. Ligt het aan haarzelf, of aan haar omgeving? (...) Ze begrijpt haar eigen reacties niet meer, haar stemmingen slaan zo snel om, ze doet vaak iets anders dan ze zou willen. Uit al deze draden samen bouwt de schrijfster het beeld op van een dertienjarige tussen kind en volwassen worden". (W. Goeman-Van Randen, Leeuwarder courant, 1980).[3]